# زاك سورنسن
زاك سورنسن (بالإنجليزية: Zach Sorensen)‏ هو لاعب كرة قاعدة أمريكي، ولد في 3 يناير 1977 في سولت ليك في الولايات المتحدة.